# OpenFOAM
OpenFOAM (Open Field Operation and Manipulation) est une boite à outils de simulation multi-physiques principalement axée sur la résolution des équations de la mécanique des fluides. Il est distribué depuis 2004 sous licence libre et open source GNU GPL par la société britannique OpenCFD Ltd (acquise par SGI le 8 août 2011, puis par ESI Group le 11 septembre 2012). Son développement, en C++, a été amorcé par l’Imperial College London qui souhaitait un code de calcul basé sur la méthode des volumes finis et bénéficiant des dernières innovations en termes de langage informatique.
Il est principalement constitué d'une bibliothèque logicielle en langage C++ libre, et de différents outils, sous forme de bibliothèques et applications, permettant d'effectuer des résolutions.
Il est livré avec de nombreux solveurs couvrant une large gamme de domaines tels que la combustion, les écoulements compressibles, incompressibles, multiphasiques, avec réactions chimiques, les transferts thermiques... Différents modèles de turbulence (RANS, LES...) sont également présents.
OpenFOAM est distribué avec ParaView, un logiciel de post-traitement open-source. Pour les utilisateurs préférant utiliser leur outil de visualisation, il existe des modules d’export pour Fluent, EnSight, Fieldview.
Le code OpenFOAM vu comme une bibliothèque C++ prend tout son intérêt lorsqu’il s’agit d’utiliser de nouveaux modèles. En effet, contrairement à la majorité des codes scientifiques écrits de façon séquentielle (souvent en Fortran), OpenFOAM profite de la puissance des langages orientés objet. Cette structure sous forme de classes permet de se rapprocher de l’écriture mathématique en termes d’opérateur divergence, rotationnel, gradient, laplacien, dérivée temporelle… Aucune connaissance approfondie du C++ n'est nécessaire pour écrire son modèle dans OpenFOAM. Ainsi, l’équation de transport d’un champ de température T
{\displaystyle {\frac {\partial \mathrm {T} }{\partial t}}+\nabla \cdot (\phi \mathrm {T} )=\nabla \cdot (\mathrm {D} \nabla \mathrm {T} )}
se programme simplement dans OpenFOAM par :
```
 
solve

 
(

   
fvm
::
ddt
(
T
)

  
+
fvm
::
div
(
phi
,
T
)

  
==

   
fvm
::
laplacian
(
D
,
T
)

 
);

```

Alors que la discrétisation des différents opérateurs mathématiques occupe une place prépondérante dans la création de codes séquentiels, l’utilisateur d’OpenFOAM ne s’en soucie pas lors de l’écriture de son programme et peut ainsi se concentrer entièrement sur la représentation de son modèle physique. Les différentes méthodes de discrétisation sont en fait déjà codées dans les classes de chaque opérateur. Le choix s’effectue donc a posteriori lors du lancement de la préparation d’un calcul dans les fichiers utilisateurs. Grâce à la puissance des langages de haut niveau, l’utilisateur peut donc tester différentes discrétisations sans passer des heures à les programmer. S'il désire une discrétisation qui n’est pas pris en compte dans le code, rien ne l'empêche de l’ajouter à la classe de l’opérateur correspondant, elle sera alors valable pour l’ensemble de ses codes OpenFOAM.
Le code peut être téléchargé gratuitement depuis le site officiel.
La communauté francophone des utilisateurs d'OpenFOAM est structurée autour de l'association FOAM-U.

## Autres logiciels de mécanique des fluides numérique

### Logiciels libres
- Code Saturne
- Gerris Flow Solver

### Logiciels propriétaires
- XFlow
- ANSYS CFX
- ANSYS Fluent
- Star-CCM+ (en)
- EXA PowerFlow
- ProLB
- COMSOL Multiphysics

### Autres catégories(en)
- Category:Computer-aided engineering software (en)
- Category:Free computer-aided design software (en)
- Category:Free simulation software (en)
- Category:Finite element software for Linux (en)